# Marcel Strebel
Marcel Strebel (* 1950 im Kanton Aargau; † 22. Juli 2001 in Burgdorf) war Chef der Patriotischen Front in der Schweiz. Er erlangte schweizweite Bekanntheit als Fremdenhasser und Rechtsextremist.
Strebel stammte aus Wohlenschwil im Kanton Aargau und betätigte sich beruflich als gelegentlich als Stahlbaumonteur und Chauffeur und bezog eine IV-Rente.

## Aktivitäten
1988 gründete Strebel die die Patriotische Front  - mit dem Logo der faschistischen Pfeilkreuzler, um die Schweiz «vor einer angeblichen “Ausrottung durch fremde Rassen” bewahren zu wollen». Am 22. August 1989 war Strebel eingeladen zur Sendung Zischtigsclub im Schweizer Fernsehen. Vor der Aufzeichnung beschimpfte er in der Eingangshalle des Schweizer Fernsehens eine dunkelhäutige Frau, die für eine Modeshow geprobt hatte, rassistisch, schubste sie herum und spuckte ihr ins Gesicht. Trotzdem durfte Strebel anschliessend im «Club» mitdiskutieren. Der Vorfall vor der Sendung brachte ihm eine Gefängnisstrafe ein. In seinem Wohnort Gersau wollten ihn in der Folge andere Dorfbewohner loswerden, doch Strebel wehrte sich, indem er seine Widersacher mit seinen Schusswaffen bedrohte. In den späten 1980er Jahren meldete er sich auf dem Einwohneramt von Gersau ab, ohne einen neuen Wohnsitz anzugeben. Danach wurde er vor allem in der Gemeinde Ingenbohl gesehen.
Bei den Schweizer Parlamentswahlen 1991 kandidierte er für den Nationalrat – auf einer Liste namens Partei für die Zukunft. Er erhielt im Kanton Schwyz fast 5000 Stimmen, was für einen Amtsantritt allerdings nicht ausreichte. Vor dieser Wahl hatte er im November 1989 mit einer Schlägertruppe ein Asylantenheim gestürmt.
Erneut mit für Schlagzeilen sorgte seine Schussabgabe auf Polizisten im Jahr 1994. Im Restaurant Fallenbach in Brunnen veranstaltete er mit zwei jüngeren Kollegen ein eskalierendes Trinkgelage. Auf die anrückende Polizei feuerte Strebel einen Schuss ab. Nach seiner Entlassung aus der Untersuchungshaft verlegte er seinen Wohnsitz für kurze Zeit nach Reichenburg und anschliessend nach Bilten. Schon damals pflegte er die Gewohnheit, in seinem Ford Transit zu übernachten.
Strebel war nach eigener Aussage nicht mehr politisch aktiv. Im Jahr 2000 musste er sich für seine Fallenbach-Schiesserei vor Gericht verantworten. Er sagte, er habe mit dem Gewehr nur die Spatzen vertreiben wollen. Das Gericht sah es aber als erwiesen, dass Strebel das Leben der Polizisten gefährdet hatte, und verurteilte ihn zu einer zweijährigen Zuchthausstrafe.
Strebel floh nach Spanien, woraufhin er mit internationalem Haftbefehl gesucht wurde. Im Februar 2000 wurde Strebel in Sevilla beim Aufschlitzen von Autoreifen festgenommen und später unter Auflage wieder freigelassen. Im April 2000 stellte sich Strebel freiwillig bei einer Zollstation bei Genf. Von dort aus wurde er nach Schwyz überführt und anschliessend in der Strafanstalt Lenzburg untergebracht. Er wurde vorzeitig am 22. Juni 2001 entlassen. Wie die Jahre zuvor lebte er danach ohne festen Wohnsitz.
Marcel Strebel war über die Jahre in über 100 Strafverfahren als Kläger oder Angeklagter involviert gewesen.
Strebel starb bei einer Auseinandersetzung mit einem Bekannten in Burgdorf, als jener aus Notwehr auf ihn schoss.